# Страхиња Митровић
Страхиња Митровић Страјко (Тузла, 1922 — Мајевица, 20. фебруар 1942), учесник Народноослободилачке борбе и народни херој Југославије.

## Биографија
Рођен је 1922. године у Тузли. После завршене основне школе, похађао је Тузланску гимназију. Године 1939, због лошег материјалног стања је морао да напустити школовање и запосли се као зидар. Још као ученик гимназије, дошао је у додир са омладинским револуционарним покретом.
Након окупације Југославије, 1941. године, прикључио се Народноослободилачком покрету (НОП) и радио је на прикупљању оружја, растурању летака, исписивању антифашистичких парола и др. Потом је деловао као илегалац у окупираној Тузли и учествовао је у акцији разоружавања једног домобранског официра.
Због своје активности, средином октобра 1941. године је био ухапшен од стране усташке полиције. У затвору је након десет дана боравка, успео да побегне са двојицом другова. Они су претходно убили једног стражара и потом узели његово оружје и извели бекство. Након бекства, пребацили су се на Мајевицу, где су ступили у Мајевички партизански одред.
У Одреду се истицао као храбар борац од првих борби. Нарочито се истакао као бомбаш у нападу на непријатељско упориште на превоју Површници, на Мајевици. Крајем 1941. године, пошто је у међувремену, био примљен у чланство Комунистичке партије Југославије (КПЈ), постављен је политичког комесара Друге чете у Мајевичком партизанском одреду. Као борац, али и политички руководилац у јединици, иако млад стекао је поштовање међу борцима у чети, али и међу народом Мајевице.
Четници Радивоја Керовића и Стевана Дамјановића Леке, извршили су 20. фебруара 1942. године изненадни напад на Штаб Мајевичког партизанског одреда у селу Вукосавцима, код Лопара. Том приликом погинуло је 30 партизана, међу којима командант и политички комесар Мајевичког одреда — Иван Марковић Ирац и Фадил Јахић Шпанац. Истог дана, четници су на Мајевици извршили изненадни напад на Другу чету Мајевичког партизанског одреда.
Пошто мајевички партизани и четници, до тада нису ратовали, четници су често навраћали до партизана и обратно. Тог дана, четници су дошли до Штаба Друге чете и Страхиња их је примио у кућу у којој је боравио. Након уласка у кућу четници су извадили пушке и позвали партизане на предају. Страхиња је тада дохватио свој пиштољ и убио двојицу четника, али је наступила борба у којој је страдало седам партизана, а он је био тешко рањен и истог дана је преминуо.
Указом Президијума Народне скупштине Федеративне Народне Републике Југославије, 20. децембра 1951. године, проглашен је за народног хероја.